# Archipel Wellington
Pour les articles homonymes, voir Wellington (homonymie).
L'archipel Wellington, en espagnol : archipiélago Wellington, situé dans la partie australe du Chili, dans l'océan Pacifique, au sud du golfe de Penas, est l'archipel le plus important par sa taille de la Patagonie chilienne. 
Il est composé d'îles réparties en deux groupes principaux, au nord et au sud du canal Adalberto. Au nord de ce canal se trouvent les îles Juan Stuven, Jungfrauen, Millar, Prat et Little Wellington ; alors qu'au sud du canal se trouvent les îles Wellington, Lavinia, Angamos, Knorr et Chipana.
L'archipel est rattaché administrativement à la XIe région Aisén del General Carlos Ibáñez del Campo (province de Capitán Prat) et à la XIIe région de Magallanes et de l'Antarctique chilien (Province de Ultima Esperanza).
L'archipel Wellington s'étend sur une distance de 135 milles marins du nord au sud, depuis le passage Suroeste (47° 48′ S, 74° 56′ O), qui le sépare des îles de l'archipel Guayaneco, jusqu'au canal Trinidad (50° 00′ S, 75° 00′ O) au sud.